# Stanisław Żółtek
Stanisław Józef Żółtek (Cracovia, 7 de mayo de 1956) es un político polaco. Líder actual del Congreso de la Nueva Derecha, fue miembro del Parlamento Europeo entre 2014 y 2019. Fue candidato a la presidencia de Polonia en las elecciones presidenciales de 2020.